# Gneus
Gneus là một đô thị thuộc huyện Saale-Holzland, trong bang Thüringen, Đức. Đô thị Gneus có diện tích 8,26 km².